# خوشل
خوشل، روستایی است از توابع بخش کجور شهرستان نوشهر در استان مازندران ایران.

## جمعیت
این روستا در دهستان زانوس‌رستاق قرار دارد و مهاجران کردستان هستند  و براساس سرشماری مرکز آمار ایران در سال ۱۳۸۵، جمعیت آن ۷۲ نفر (۲۷خانوار) بوده‌است. مردم خوشل از قومیت طبری هستند. مردم خوشل به زبان طبری و گویش کردی کلهری  سخن می‌گویند.